# شبح درون پوسته ۲: اینوسنسو
شبح درون پوسته ۲: اینوسنسو (به ژاپنی: 攻殻機動隊 イノセンス Kōkaku Kidōtai Inosensu) یک فیلم انیمه‌ای/پویانمایی رایانه‌ای ژاپنی در ژانر سایبرپانک، به نویسندگی و کارگردانی مامورو اوشی است که بر اساس مجموعه مانگایی به همین نام، از ماسامونه شیرو ساخته شده است و به عنوان دنباله‌ای بر فیلم شبح درون پوسته در سال ۱۹۹۵ به‌شمار می‌رود. شبح درون پوسته ۲: اینوسنسو توسط پروداکشن آی. جی و استودیو جیبوری در ۶ مارس ۲۰۰۴ در کشور ژاپن و ۱۷ سپتامبر همان سال در ایالات متحده به نمایش درآمد.